# Veliki Školj (Pelješac)
Koordinati:   42°50′31″N, 17°43′24″E
Veliki Školj je majhen nenaseljen  otoček v Jadranskem morju, ki pripada Hrvaški.
Otoček leži v zalivu Kuta okoli 2 km jugovzhodno od naselja Mali Ston. Površina otočka meri 0,02 km². Dolžina obalnega pasu je 0,6 km. V njegovi bližini sta še dva manjša otočka, katerih površina je manjša od 0,01 km² : severozakodno - Crikvica in vzhodno Bisaci.